# Mario Enrique Ríos Montt

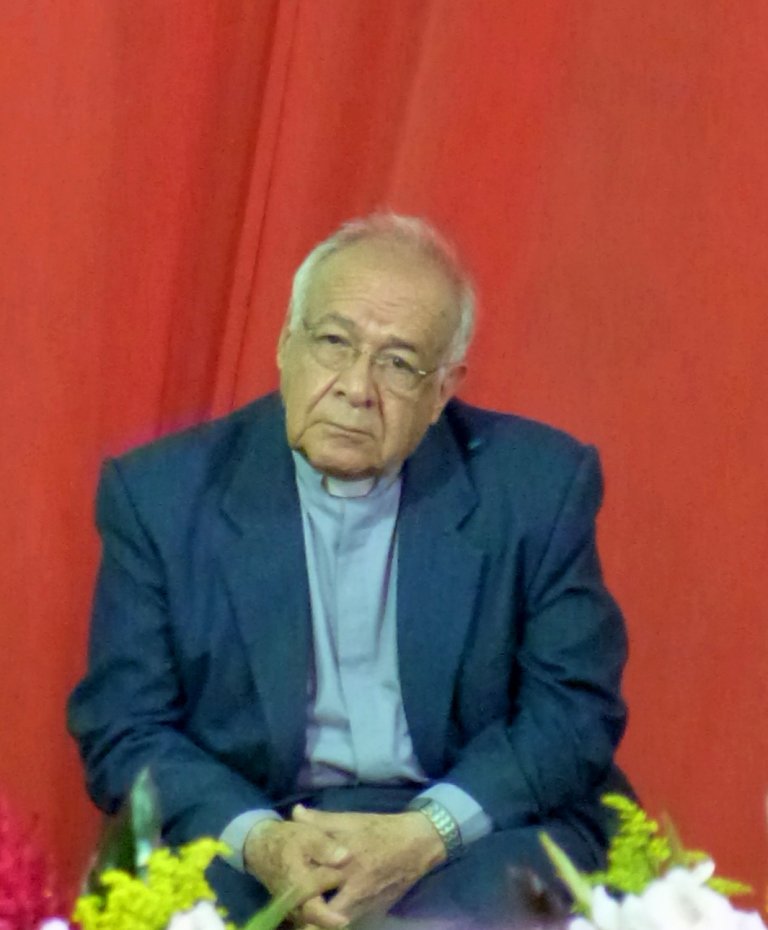
Mario Enrique Ríos Montt, 2013

Mario Enrique Ríos Montt CM (* 17. März 1932 in Huehuetenango, Guatemala) ist ein guatemaltekischer Ordensgeistlicher und emeritierter Weihbischof im Erzbistum Guatemala.

## Leben
Mario Enrique Ríos Montt ist der Bruder des ehemaligen Diktators Efraín Ríos Montt. Er trat dem Lazaristenorden bei und empfing am 12. Juli 1959 die Priesterweihe.
Papst Paul VI. ernannte ihn am 13. Juli 1974 wurde er zum Prälaten von Escuintla und Titularbischof von Tiguala ernannt. Die Bischofsweihe spendete ihm der Apostolische Nuntius in Guatemala, Erzbischof Emanuele Gerada, am 27. September desselben Jahres. Mitkonsekratoren waren der Bischof von San Miguel, José Eduardo Alvarez Ramírez CM, und Victor Hugo Martínez Contreras, Weihbischof in Huehuetenango.
Am 3. März 1984 trat Mario Enrique Ríos Montt als Prälat von Escuintla zurück.
Am 24. Januar 1987 wurde er zum Weihbischof im Erzbistum Santiago de Guatemala ernannt.
Seit dem 14. August 1984 amtierte dort Juan Gerardi ebenfalls als Weihbischof. Nach Girardis Ermordung am 26. April 1998 übernahm Mario Enrique Ríos Montt dessen Aufgaben im Oficina de Derechos Humanos del Arzobispado de Guatemala (Menschenrechtsbüro des Erzbistums Guatemala).
Am 2. Oktober 2010 nahm Papst Benedikt XVI. sein aus Altersgründen vorgebrachtes Rücktrittsgesuch an. Vom 26. Juli 2011 bis zum 9. Februar 2013 war er während der Sedisvakanz Apostolischer Administrator des Apostolischen Vikariates Izabal.